# ŽRK Budućnost Podgorica
ŽRK Budućnost T-Mobile, crnogorski je ženski rukometni klub iz Podgorice, dio športskog društva Budućnost Podgorica. Osnovan je 13. veljače 1949., a utakmice igra u Sportskom centru Morača koji može primiti do 5 000 gledatelja. Klub se natječe u Prvoj ligi Crne Gore i u Regionalnoj ligi. U Drugu saveznu ligu SFRJ Budućnost je ušla u sezoni 1972./73., a u Prvu u sezoni 1981./82.

## Priznanja
- Liga prvakinja: 2012., 2015.
- Kup pobjednica kupova: 1985, 2006, 2010.
- EHF kup: 1987.
- Regionalna liga: 2009./10., 2010./11., 2011./12., 2012./13.,  2013./14., 2014/15., 2015/16., 2018/19.
- državno prvenstvo 
  - SFR Jugoslavije: 1985., 1989., 1990.
  - SR Jugoslavije / Srbije i Crne Gore: 1992., 1993., 1994., 1995., 1996., 1997., 1998., 1999., 2000., 2001., 2002., 2003., 2004., 2005., 2006.
  - Crne Gore): 2007., 2008., 2009., 2010., 2011., 2012., 2013., 2014., 2015., 2016., 2017., 2018., 2019.
- državni kup 
  - SFR Jugoslavije: 1984., 1989.
  - SR Jugoslavije / Srbije i Crne Gore: 1995., 1996., 1997., 1998., 2000., 2001., 2002., 2005., 2006.
  - Crne Gore: 2007., 2008., 2009., 2010., 2011., 2012., 2013., 2014., 2015., 2016., 2017., 2018., 2019.
- 4 puta proglašene najboljim klubom Jugoslavije (1985., 1987., 1993., 1998.)

## Poznate rukometašice
- Marta Bojanović[1]
- Stanka Božović[2]
- Katarina Bulatović
- Marijana "Maja" Bulatović[2]
- Vesna Durković[2]
- Ana Đokić
- Anica Đurović[2]
- Dalija Erceg[1]
- Mirsada Ganić[2]
- Suzana Ganić[1]
- Tatjana Jeraminok[2]
- Marija Jovanović
- Svetlana Antić (r. Mugoša)[2]
- Milena Knežević
- Sandra Kolaković (r. Fajfrić)[2]
- Katica Lješković (r. Janković)[2]
- Mirjana Mugoša[1]
- Stanka Mugoša[1]
- Ljiljana Vučević (r. Mugoša)[2]
- Zorica Pavićević
- Olga Pejović-Sekulić[3]
- Rada Pejović[1]
- Dragana Pešić (r. Belojević)[2][1]
- Bojana Popović (r. Petrović)[1]
- Jovanka Radičević
- Maja Savić
- Olga Sekulić[2]
- Nataša Tomašević-Vujević[1]
- Marina Vukčević
- Milena Vukoslavljević[1]
- Sanja Jovović
- Dragica Miličković - Orlandić
- Marija Jovanović
- Ana Đokić
- Zlata Paplacko
- Ana Vojčić ili Vojičić
- Ljiljana Maksić (r. Knežević)[2]
- Snežana Damjanac
- Ana Radović
- Sonja Bajraktarović
- Sanela Knezović

## Poznati treneri
- Vinko Kandija[1]
- Nikola Petrović[1]
- Duško Milić
- Dragan Adžić[1]
- Tone Tiselj